# Filipinas en los Juegos Olímpicos de Atenas 2004
Filipinas estuvo representada en los Juegos Olímpicos de Atenas 2004 por un total de 16 deportistas, 12 hombres y 4 mujeres, que compitieron en 6 deportes.
El portador de la bandera en la ceremonia de apertura fue el boxeador Christopher Camat. El equipo olímpico filipino no obtuvo ninguna medalla en estos Juegos.